# Joseph Weigl
Pour les articles homonymes, voir Weigl.
Joseph Weigl (né le 28 mars 1766 à Eisenstadt et mort le 3 février 1846 à Vienne) est un compositeur et chef d'orchestre autrichien.
Il est le fils de Joseph Franz Weigl (1740 - 1820), principal violoncelliste de l'orchestre de la maison des Esterházy. Il étudie la musique avec Albrechtsberger et Salieri. Il devient maître de chapelle au théâtre de la cour de Vienne en 1792, puis de 1827 à 1838, vice-maître de chapelle à la cour.
Weigl composa de nombreux opéras italiens et allemands dans des genres très différents dont le plus célèbre est Die Schweizerfamilie. Sur la fin de sa vie, il composa aussi de la musique sacrée : messes et oratorios.

## Opéras
Toutes ces œuvres ont été créées à Vienne (sauf indications contraires).
- Die unnütze Vorsicht oder Die betrogene Arglist, (1783)
- Il pazzo per forza, (1788)
- La caffettiera bizzarra, (1790)
- Der Strazzensammler oder Ein gutes Herz ziert jeden Stand, (1792)
- La principessa d’Amalfi, (1794)
- Das Petermännchen, (1794)
- Giulietta e Pierotto, (1794)
- I solitari, (1797)
- L’amor marinaro ossia Il corsaro, (1797)
- Das Dorf im Gebirge, (1798)
- L’accademia del maestro Cisolfaut, (1798)
- L’uniforme, (Schönbrunn 1800),
- Die Uniform (1805)
- Vestas Feuer, (1805)
- Il principe invisibile, (Laxenburg 1806)
- Kaiser Hadrian, (1807)
- Adrian von Ostade, (1807)
- Cleopatra, (Milan 1807)
- Il rivale di se stesso, (Milan 1808)
- Das Waisenhaus, (1808)
- Die Schweizer Familie, (1809)
- Der Einsiedler auf den Alpen, (1810)
- Die Verwandlungen, (1810)
- Franziska von Foix, (1812)
- Der Bergsturz, (1813)
- Die Jugend Peter des Großen, (1814)
- L’imboscata, (Milan 1815)
- Margaritta d’Anjou ossia L’orfana d’Inghilterra, (1819)
- Die Nachtigall und der Rabe, (1818)
- Daniel in der Löwengrube oder Baals Sturz, (1820)
- König Waldemar oder Die dänischen Fischer, (1821)
- Edmund und Caroline, (1821)
- Die eiserne Pforte, (1823)